# 原彰化警察署
24°04′50″N 120°32′34″E / 24.080559°N 120.542813°E
原彰化警察署是中華民國彰化縣彰化市的一處警察機關建築，興建於日治時期1935年，管轄當時彰化市的警察事務。此建物在二戰後由彰化縣警察局使用，而彰化縣警察局在1996年遷出後，改由彰化縣警察局彰化分局使用至今，並於2000年10月25日被公告為彰化縣定古蹟。

## 介紹
由於州轄市的警察事務是由「警察署」管轄，為了因應彰化街在1933年底升格為彰化市，於是臺灣總督府在1933年9月15日公告設立「彰化警察署」，並在同年12月20日正式設立。彰化警察署最初使用彰化郡會議室辦公，於後在1934年選定在彰化高等女學校（今彰化女中）對面的空地興建警察署廳舍。彰化警察署廳舍在1935年12月20日動工，1936年5月30日竣工，其由臺灣總督府營繕課技師白倉好夫負責監造、臺北池田好治負責工事、臺北共益社負責電氣工程。此建築為兩層樓的鋼筋混凝土造建築，建築外牆為洗石子，立面為圓弧流線型，整體裝飾簡潔，建築風格為折衷主義樣式。路口轉角處為平面L形的主體建築，內部設有公眾等候處、署長室、事務室、司法室、行政室、會議室、記者室等空間；南側的一層樓建築則是拘留與看管罪犯的監房、保護室、監視席、看視人控室。在1944年6月時，彰化警察署下轄6處警察派出所如下：東門派出所、北門外派出所、西門派出所、南郭派出所（歷史建築）、莿桐腳派出所、阿夷派出所、大竹派出所、快官派出所。另外，彰化警察署曾留置過民主運動家丁韻仙、臺灣文學家賴和。
二戰後，此建築由彰化縣警察局使用，並在1960年於建物後方增建兩層樓建築，以擴充辦公空間。1996年，彰化縣警察局遷移至中正路二段778號的新建辦公大樓，並由彰化分局接續使用此建築物。戰後增建的部分之後拆除重建為六層樓的辦公大樓，在2013年8月10日啟用。